# Рыжаны (Житомирская область)
Ры́жаны (укр. Рижани) — село на Украине, находится в Хорошевском районе Житомирской области.
Основано в 1501 году. Население по переписи 2001 года составляет 1168 человек, население по состоянию на 2011 год — 1019 человек. В селе расположено 437 дворов. Почтовый индекс — 12122. Телефонный код — 4145. Занимает площадь 2,458 км².

## Адрес местного совета
12122, Житомирская обл., Хорошевский р-н, с. Рыжаны; тел. 5-31-82.

## Футбольная команда
Есть собственная футбольная команда "Дружба", основанная в 1971 году.